# Họ Dơi ma
Họ Dơi ma (danh pháp khoa học: Megadermatidae) là một họ dơi phân bố ở Trung Phi, về phía đông đến Nam Á, rồi đến Úc. Chúng là dơi khá lớn, dài từ 6,5 cm đến 14 cm chiều dài đầu-thân. Chúng có mắt to, tai rất rộng và lá mũi nổi bật. Chúng có màng rộng giữa hai chân sau, nhưng thiếu đuôi. Nhiều loài màu nâu xám, nhưng có loài màu trắng, xám lam, hay thậm chí lục-ôliu, giúp chúng náu mình trong chỗ ngủ. Chúng chủ yếu ăn côn trùng, nhưng cũng ăn cả động vật có xương sống nhỏ.

## Phân loại học
|  | Craseonycteridae |
|  |                  |
|  | Rhinopomatidae   |
|  |                  |

|  | Hipposideridae |
|  |                |
|  | Rhinolophidae  |
|  |                |

|  | Craseonycteridae |
|  |                  |
|  | Rhinopomatidae   |
|  |                  |

|  | Hipposideridae |
|  |                |
|  | Rhinolophidae  |
|  |                |

|  | Craseonycteridae |
|  |                  |
|  | Rhinopomatidae   |
|  |                  |

|  | Hipposideridae |
|  |                |
|  | Rhinolophidae  |
|  |                |

|  | Craseonycteridae |
|  |                  |
|  | Rhinopomatidae   |
|  |                  |

|  | Hipposideridae |
|  |                |
|  | Rhinolophidae  |
|  |                |

|  | Craseonycteridae |
|  |                  |
|  | Rhinopomatidae   |
|  |                  |

|  | Hipposideridae |
|  |                |
|  | Rhinolophidae  |
|  |                |

|  | Craseonycteridae |
|  |                  |
|  | Rhinopomatidae   |
|  |                  |

|  | Hipposideridae |
|  |                |
|  | Rhinolophidae  |
|  |                |

|  | Craseonycteridae |
|  |                  |
|  | Rhinopomatidae   |
|  |                  |

|  | Hipposideridae |
|  |                |
|  | Rhinolophidae  |
|  |                |

|  | Craseonycteridae |
|  |                  |
|  | Rhinopomatidae   |
|  |                  |

|  | Hipposideridae |
|  |                |
|  | Rhinolophidae  |
|  |                |

|  | Megaderma lyra |
|  |                |
|  | Lavia frons    |
|  |                |

|  | Cardioderma cor  |
|  |                  |
|  | Macroderma gigas |
|  |                  |

|  | Megaderma lyra |
|  |                |
|  | Lavia frons    |
|  |                |

|  | Cardioderma cor  |
|  |                  |
|  | Macroderma gigas |
|  |                  |

|  | Megaderma lyra |
|  |                |
|  | Lavia frons    |
|  |                |

|  | Cardioderma cor  |
|  |                  |
|  | Macroderma gigas |
|  |                  |

|  | Megaderma lyra |
|  |                |
|  | Lavia frons    |
|  |                |

|  | Cardioderma cor  |
|  |                  |
|  | Macroderma gigas |
|  |                  |

|  | Megaderma lyra |
|  |                |
|  | Lavia frons    |
|  |                |

|  | Cardioderma cor  |
|  |                  |
|  | Macroderma gigas |
|  |                  |

|  | Megaderma lyra |
|  |                |
|  | Lavia frons    |
|  |                |

|  | Cardioderma cor  |
|  |                  |
|  | Macroderma gigas |
|  |                  |

|  | Megaderma lyra |
|  |                |
|  | Lavia frons    |
|  |                |

|  | Cardioderma cor  |
|  |                  |
|  | Macroderma gigas |
|  |                  |

|  | Megaderma lyra |
|  |                |
|  | Lavia frons    |
|  |                |

|  | Cardioderma cor  |
|  |                  |
|  | Macroderma gigas |
|  |                  |

Megadermatidae là một họ trong liên họ Rhinolophoidea. Phân tích di truyền cho thấy rằng đây là họ cơ sở nhất trong liên họ. Đây là họ đơn ngành, theo phân tích di truyền.
Có khó khăn nhất định trong thiết lập mối quan hệ giữa các loài trong họ Megadermatidae. Một nghiên cứu 2015 kết luận rằng, dù họ chưa có đủ tài liệu di truyền để giải quyết thỏa đáng, hai loài hiện đặt trong chi Megaderma nên được tách ra làm hai chi riêng. Các tác giả của nghiên cứu năm 2015 đề xuất rằng Megaderma lyra nên được đặt lại tên là Lyroderma lyra. Eudiscoderma thongareeae không thuộc phạm vi nghiên cứu này, do chúng được mô tả như loài mới năm 2015.

## Ghi nhận trong hóa thạch
Megadermatidae là một họ khá cổ, xuất hiện trong hóa thạch có niên đại tận 37 triệu năm trước. Nhiều loài hóa thạch được mô tả, gồm:
- Macroderma godthelpi: khai quật ở tây bắc Queensland, Úc; mẫu gốc có lẽ từ giữa Miocen.
- Necromantis adichaster: khai quật ở thành hệ Quercy Phosphorites của Pháp; hóa thạch có niên đại từ Eocen đến Oligocen.
- Megaderma brailloni: khai quật ở Pháp; có niên đại đầu Eocen.
- Megaderma gaillardi: khai quật ở Pháp; có niên đại giữa Miocene.
- Megaderma lugdunensis: khai quật ở Pháp and the Czech Republic; có niên đại giữa Miocen.
- Megaderma jaegeri: khai quật ở Morocco; có niên đại trung Miocen
- Megaderma vireti: khai quật ở Lissieu, France; có niên đại cuối Miocen.
- Megaderma mediterraneum: khai quật ở Pháp; có niên đại cuối Pliocen.
- Megaderma janossyi: khai quật ở Hungary; có niên đại đài Pliocen.
- Megaderma watwat: khai quật ở Palestine; có niên đại Pleistocen.

## Mô tả

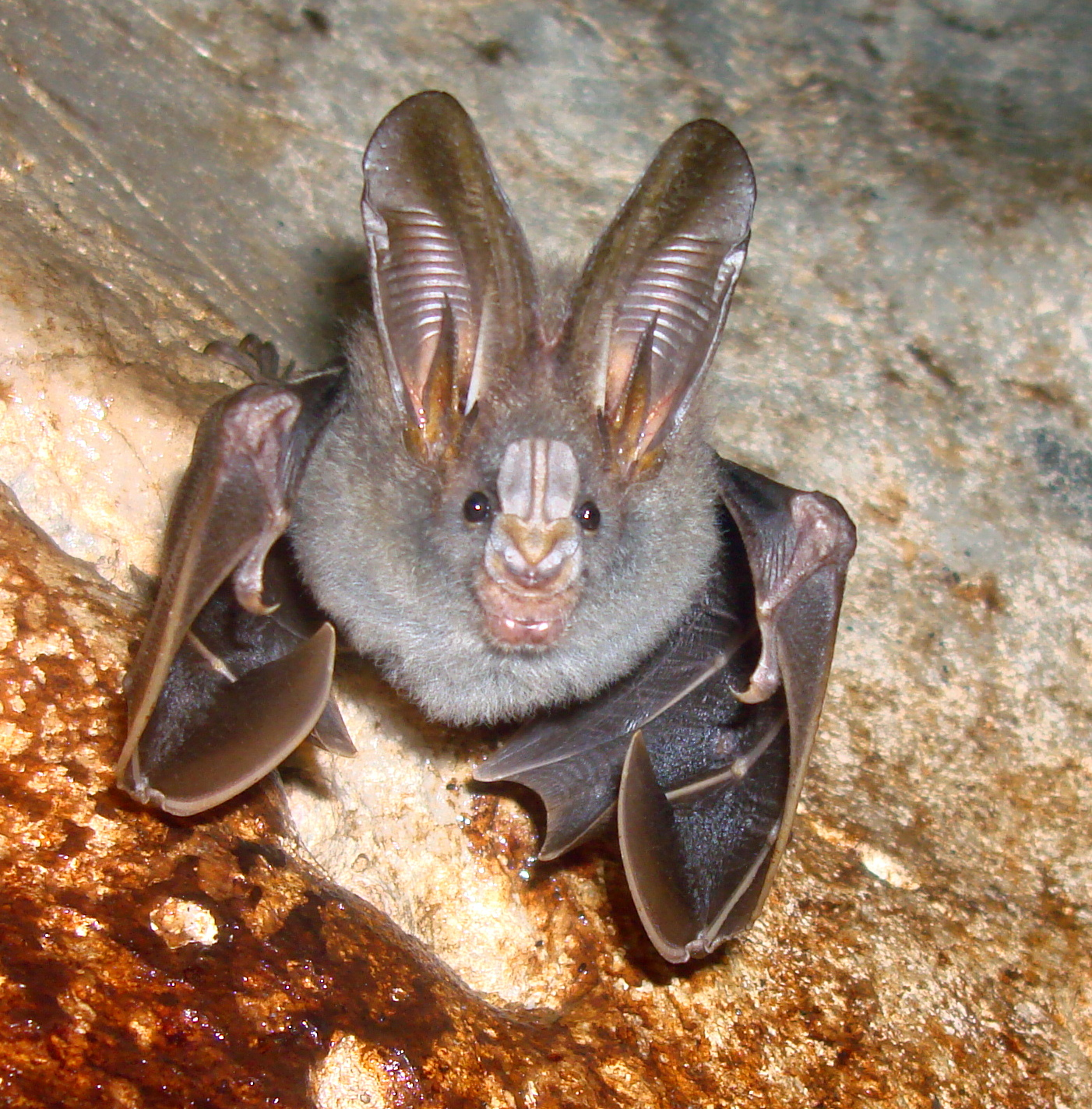
Megaderma spasma

Megadermatidae gồm những loài dơi khá lớn, với chiều dài đầu-mình 65–140 mm (2,6–5,5 in). Chiều dài chi trước 50–115 mm (2,0–4,5 in). Chúng thiếu đuôi. Macroderma gigas là loài lớn nhất họ. Tất cả loài đều có tai rộng với gờ bình tai nhô ra, lá mũi dài. Chúng đều không có răng cửa trên, và không phải tất cả đều có chung công thức răng. Megaderma spasma (dơi ma Nam) và Megaderma lyra (dơi ma Bắc) có công thức răng {\displaystyle {\tfrac {0.1.2.3}{2.1.2.3}}\times 2=28}, còn Macroderma gigas, Cardioderma cor, Lavia frons và Eudiscoderma thongareeae có công thức răng {\displaystyle {\tfrac {0.1.1.3}{2.1.2.3}}\times 2=26}.

## Sinh học và sinh thái học
Trong tiếng Anh, chúng được gọi chung là "false vampire bat" (dơi ma cà rồng giả) do quan niệm sai rằng chúng ăn máu giống dơi ma cà rồng thực sự. M. gigas, C. cor, M. spasma và M. lyra ăn sâu bọ và động vật có xương sống nhỏ; L. frons và E. thongareeae nhiều khả năng chỉ ăn sâu bọ. C. cor, M. lyra, M. gigas là ba trong số ít loài dơi ăn dơi trên thế giới. Hầu như mọi loài đều sống về đêm, với ngoại lệ là Lavia frons có khi bay ra khi trời sáng.

## Bảo tồn
M. gigas là một loài sắp bị đe dọa, E. thongareeae là loài cực kỳ nguyên cấp, các loài Megadermatidae còn lại đều được IUCN xem là loài ít quan tâm.

## Phân loại
Họ Megadermatidae
- Chi Cardioderma
  - Cardioderma cor
- Chi Lavia
  - Lavia frons
- Chi Macroderma
  - Macroderma gigas
- Chi Megaderma
  - Megaderma spasma
  - Megaderma lyra
- Chi Eudiscoderma
  - Eudiscoderma thongareeae